# Morszyn (stacja kolejowa)
Morszyn (ukr. Моршин; ros. Моршин) – stacja kolejowa w miejscowości Morszyn, w rejonie stryjskim, w obwodzie lwowskim, na Ukrainie.
Stacja powstała w czasach Austro-Węgier na linii Kolei Arcyksięcia Albrechta (później części Galicyjskiej Kolei Transwersalnej). W okresie międzywojennym nosiła nazwę Morszyn Zdrój.